# جون هاريس (روائي)
جون هاريس (بالإنجليزية: John Harris)‏ (18 أكتوبر 1916 - 7 مارس 1991)؛ مؤلف وروائي بريطاني.